# L.C. 워커 아레나
L.C. 워커 아레나(L. C. Walker Arena)는 미국 미시간주 머스키곤에 위치한 실내 경기장이다. 과거 IHL 머스키곤 제퍼스, 머스키곤 모호크스, 머스키곤 럼버잭스와 ECHL 머스키곤 퓨리/머스키곤 럼버잭스의 홈경기장으로 사용했다.